# Iliupersis
La Iliupersis' o La presa d'Ílion (del grec antic Ἰλίου πέρσις, 'el saqueig de Troia') és un poema èpic de la literatura grega arcaica actualment perdut, que forma part del cicle èpic. En la cronologia dels fets, se situaria després dels temes que descriu la Petita Ilíada i abans de l'obra coneguda com a els Retorns (Νόστοι, Nóstoi). Va ser atribuïda pels autors antics a Arctí de Milet.
L'obra va ser escrita probablement al segle vii aC, però les fonts antigues consideren que Arctí va viure al segle viii aC. La Crestomatia de Procle en va preservar un esquema que parla del contingut de l'obra. Constava de dos llibres escrits en versos hexamètrics.

## Argument
El poema narra la Guerra de Troia del punt de vista dels vençuts i, per tant, complementari a les gestes narrades per Homer. Comença amb els troians discutint sobre què s'havia de fer amb l'immens cavall de fusta que els grecs havien deixat en el lloc on hi havia el seu campament que van abandonar. Cassandra i Laocoont avisen que dins del cavall hi ha soldats grecs, però no els fan cas, i altres diuen que és una relíquia sagrada d'Atena, opinió que tothom segueix. Els troians celebren la seva victòria aparent, mentre una divinitat envia dues serps que maten a Laocoont i als seus fills. Davant d'això, Enees i els seus homes abandonen Troia pressuposant allò que havia de passar.
Quan va arribar la nit, els soldats grecs van sortir de dins del cavall, van obrir les portes de la ciutat i van deixar entrar les forces de l'exèrcit grec, que havia tornat navegant des de l'illa de Tènedos on s'havien amagat. Van massacrar els troians i van incendiar la ciutat.
Durant el saqueig van passar alguns fets singulars. Neoptòlem va matar el rei Príam, encara que el rei de Troia s'havia refugiat a l'altar de Zeus. Menelau va matar Deífob, que s'havia casat amb Helena, i la va portar amb ell de tornada a casa. Àiax el Petit va arrossegar i va treure Cassandra de l'altar d'Atena on aquella s'havia refugiat. Mentre els grecs discutien si s'havia de castigar Àiax pel sacrilegi que havia comès, aquest es va refugiar a l'altar d'Atena. Després del saqueig, la deessa el va matar en alta mar.
Odisseu va matar el fill d'Hèctor, Astíanax. Neoptòlem va prendre captiva a l'esposa d'Hèctor, Andròmaca. Els grecs van fer després un sacrifici humà. Van matar una de les filles de Príam, Políxena al damunt de la tomba d'Aquil·les, per a tranquil·litzar el seu esperit i tenir una bona travessia a la tornada.
El poema hauria inspirat alguns dels fragments de l'Eneida de Virgili i està resumit parcialment en diverses obres antigues.